# Promachus madagascarensis
Promachus madagascarensis là một loài ruồi trong họ Asilidae. Promachus madagascarensis được Bromley miêu tả năm 1942. Loài này phân bố ở vùng nhiệt đới châu Phi.